# Antybohater

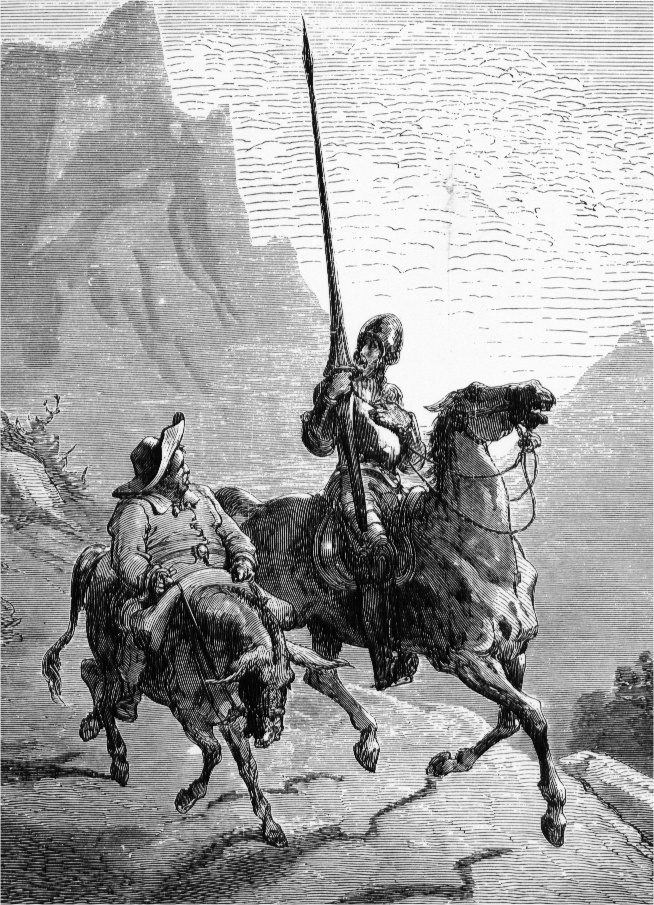
Don Quijote – stereotyp antybohatera

Antybohater – pierwszoplanowa postać literacka lub filmowa, niemająca cech bohatera lub mająca je w niewielkim stopniu. Antybohater może mieć cechy negatywne, będące zaprzeczeniem cech heroicznych bądź może być tych ostatnich pozbawiony albo posiadać je w bardzo ograniczonym stopniu (może być fajtłapą, tchórzem, nieudacznikiem, leniem). Antybohater dokonuje czasem czynów heroicznych, jednak sposób, w jaki to robi bądź jego intencje niekoniecznie są heroiczne.

## Przykłady antybohaterów

### Folklor
- Głupi Jasio

### Literatura
- Randle Patrick McMurphy – główny bohater powieści Kena Keseya Lot nad kukułczym gniazdem (1962), który mając na celu wyłącznie realizację własnych interesów pomaga również innym pacjentom szpitala psychiatrycznego
- Forrest Gump – główny bohater powieści Winstona Grooma z 1986 roku o takim samym tytule; postać, której wszystko w życiu przytrafia się całkiem przypadkowo i bez jej świadomej interwencji
- Ostap Bender – mizantropiczny oszust, który po raz pierwszy pojawił się w powieści Dwanaście krzeseł (ros.: Двенадцать стульев) napisanej w roku 1928 przez tandem radzieckich autorów: Ilji Ilfa (1897-1937) i Jewgienija Pietrowa (1903-42))
- Rincewind – nieudolny mag, tchórz i fajtłapa, bohater książek Terry’ego Pratchetta
- Józef Szwejk z Królewskich Vinohradów w Pradze, sprzedawca psów - bohater antywojennej powieści Przygody dobrego wojaka Szwejka czeskiego pisarza Jaroslava Haška
- Yossarian z powieści Paragraf 22 Josepha Hellera
- Bohater dramatu Kartoteka Tadeusza Różewicza
- Józio Kowalski, główny bohater powieści awangardowej Ferdydurke Witolda Gombrowicza

### Film
- Randle Patrick McMurphy – główny bohater filmu Lot nad kukułczym gniazdem (1975) w reżyserii Miloša Formana
- Forrest Gump – główny bohater filmu w reżyserii Roberta Zemeckisa z 1994 roku o tym samym tytule
- „Dzidziuś” Górkiewicz – grany przez Edwarda Dziewońskiego, bohater pierwszej części filmu Eroica w reżyserii Andrzeja Munka oraz filmu Straszny sen Dzidziusia Górkiewicza
- Ryszard Ochódzki (zwany Misiem) – kombinator i kanciarz, grany przez Stanisława Tyma w filmach Miś, Rozmowy kontrolowane i Ryś
- Jan Piszczyk – bohater filmów Zezowate szczęście w reżyserii Andrzeja Munka (grany przez Bogumiła Kobielę) oraz Obywatel Piszczyk w reżyserii Andrzeja Kotkowskiego (grany przez Jerzego Stuhra) pokazujących pechowe losy tego życiowego oportunisty
- Adaś Miauczyński – bohater filmu Dzień świra w reżyserii Marka Koterskiego - człowiek, w którym zebrane są wszystkie kompleksy i frustracje polskiej inteligencji.
- Shrek – bohater serii filmów o tej samej nazwie
- Hancock z filmu o tym samym tytule może być przykładem antybohatera - pijaka, degenerata lecz posiadającego nadprzyrodzone moce.
- Snake Plissken – ułaskawiony więzień (także bohater wojenny), główny bohater filmów Ucieczka z Nowego Jorku i Ucieczka z Los Angeles. Ratuje on prezydenta USA, ale robi to z niechęcią i pod przymusem.
- Jerzy Kiler – bohater filmów Kiler i Kiler-ów 2-óch w reżyserii Juliusza Machulskiego
- Jack Sparrow – główny bohater serii filmów „Piraci z Karaibów” (grany przez Johnny’ego Deppa)
- John Wick – główny bohater serii filmów o tej samej nazwie

### Telewizja
- Homer Simpson – bohater serialu animowanego Simpsonowie
- Tony Soprano w Rodzina Soprano
- Eric Cartman – jeden z głównych bohaterów serialu animowanego Miasteczko South Park
- George Costanza w Seinfeld
- Gregory House – główny bohater serialu medycznego Dr. House – ekscentryczny, cyniczny, mizantropijny, choć błyskotliwy lekarz, który często stosuje niekonwencjonalne metody radzenia sobie z bardzo złożonymi przypadkami medycznymi.
- Dexter Morgan – główny bohater serialu Dexter – koroner, który potajemnie prowadzi podwójne życie jako seryjny morderca, którego celem są przede wszystkim przestępcy, którym udało się uniknąć sprawiedliwości.
- Walter White w Breaking Bad

### Komiksy
- Wolverine – jest superbohaterem, jednak ma mroczną przeszłość i agresywną naturę, często walczy z innymi bohaterami i ma śmiertelne podejście do swoich wrogów.
- Lobo
- Ghost Rider
- John Constantine – cyniczny, przebiegły i palący nałogowo, ale wciąż dobroduszny angielski czarodziej/oszust, John Constantine wykorzystuje swoją rozległą wiedzę na temat magii i okultyzmu, aby chronić świat przed nadprzyrodzonymi i demonicznymi zagrożeniami.
- Deadpool – oryginalnie był czarnym bohaterem, obecnie jest o wiele bardziej skomplikowaną postacią. Jak powiedział Ryan Reynolds (wcielający się w tę postać w komiksowych ekranizacjach): "Nie obchodzi go ratowanie całego świata. Jego cele są zawsze krótkowzroczne. Jest porywczy, dysfunkcyjny, niecierpliwy... jest idiotą, ale mimo to ma też dobre serce"[1]. Choć jest najbardziej znanym najemnikiem w komiksach Marvela, nie upomina się wypłaty od tych, których idee podziela.
- Wilq
- Jeż Jerzy
- Gaston Lagaffe
- Garfield – kochający lasagne niemiły, gruby, pomarańczowy kot, który, choć właściwie jest postacią pozytywną, dokucza swojemu panu oraz psu Odiemu, który chce się z nim zaprzyjaźnić. Czasem Garfield potrafi dostrzec, że Odie to też żywa istota i wtedy żałuje swoich czynów.
- Maska – Stanley Ipkiss jest nieśmiałym i neurotycznym urzędnikiem bankowym, który jest wyśmiewany przez wszystkich wokół niego z wyjątkiem swojego psa. Jednak jego życie zmieniło się drastycznie, gdy natknął się na tajemniczą maskę unoszącą się w morzu, nieświadomy, że taka maska należała do nordyckiego boga psot Lokiego, a gdy jest noszona, daje noszącemu nadprzyrodzone, ale chaotyczne moce.
- Spawn – Al Simmons był agentem CIA i zawodowym zabójcą, który po tym, jak został zdradzony i zabity przez własnego szefa i partnera, idzie do piekła, gdzie zawarł pakt z Szatanem (tutaj znany jako „Malebolgia”) w desperackiej próbie zobaczenia swojej żony martwej po raz ostatni. Nie zdając sobie z tego sprawy, został przemieniony w „Hellspawn” (demoniczną istotę w służbie szatana).
- Punisher – Frank Castle, były marine, który po śmierci rodziny z rąk mafii karze przestępców na własną rękę. Nie waha się używać brutalnych metod, przez co wchodzi w konflikty z innymi bohaterami Marvela[2].

### Manga/Anime
- Guts(inne języki) – główny bohater mangi Berserk, stworzonej przez Kentaro Miurę.
- Sakata Gintoki (Gintama)
- Hibari Kyoya (Katekyō Hitman Reborn!)
- Kaneda Shotaro (Akira)
- Vegeta (Dragon Ball)
- Lucy/Kaede (Elfen Lied)
- Shion Sonozaki (Higurashi No Naku Koro Ni)
- Light Yagami (Death Note)
- Meliodas (Seven Deadly Sins)
- DanDan Saotome (Starfield)
- Yagi Yagami (Starfield)

### Gry
- Kratos
- Shadow the Hedgehog
- Wario
- Max Payne
- Carl Johnson (Grand Theft Auto: San Andreas)
- Magus (Chrono Trigger)
- Caleb (Blood)
- Aiden Pearce (Watch Dogs)
- Shay Patrick Cormac (Assassin’s Creed: Rogue)
- John Marston (Red Dead Redemption)
- Arthur Morgan (Red Dead Redemption II)
- Dante (Devil May Cry)
- Dante Alighieri (Dante’s Inferno)